# Armand Henry Prillot
Armand Henry Prillot (1862-1910) est un photographe français, actif entre 1890 et 1910. 

## Biographie
Armand Henry Prillot naît à Metz, en Lorraine, le 30 septembre 1862. Prillot, dont le frère cadet Auguste Marie deviendra dessinateur et graveur, apprend son art chez « Bourens frères », un des pionniers de la photographie en Lorraine, avant de s'installer à son compte. 
Associé à son second frère Émile, Armand Prillot crée un fonds photographique conséquent, avec ses œuvres et celles de ses prédécesseurs. 
Armand Henry Prillot meurt le 13 avril 1910, dans sa ville natale. 
Les négatifs sur plaque de verre des photographies réalisées par l'atelier des frères Prillot sont conservées par les Bibliothèques-Médiathèques de Metz.  

## Sources
- Martine Mathis et Laurent Nunenthal, Metz, d'un siècle à l'autre (photographies de H. et E. Prillot), P. Bodez, 1991.
- Jean-Marie Voignier, Répertoires des photographes de France au dix-neuvième siècle, Chevilly-Larue, Le Pont de Pierre, 1993, 317 p..
- Dans l'objectif des frères Prillot : photographies de Metz, 1892-1935, catalogue de l'exposition de la Médiathèque du Pontiffroy, du 21 décembre 2005 au 25 février 2006.